# Gathemo
Gathemo é uma comuna francesa na região administrativa da Normandia, no departamento Mancha. Estende-se por uma área de 10,4 km². Em 2010 a comuna tinha 251 habitantes (densidade: 24,1 hab./km²).